# Derovatellus ferrugineus
Derovatellus ferrugineus är en skalbaggsart som beskrevs av Bilardo och Pederzani 1978. Derovatellus ferrugineus ingår i släktet Derovatellus och familjen dykare. Inga underarter finns listade i Catalogue of Life.